# Château de Saint-Germain-Beaupré
Pour les articles homonymes, voir Saint-Germain et Beaupré.
Le château de Saint-Germain-Beaupré est situé à Saint-Germain-Beaupré dans le département de la Creuse en Région Nouvelle-Aquitaine.

## Historique
Le château a été édifié au XVIe siècle à l'emplacement d'une forteresse du XIIe siècle, pour Gabriel Foucault, seigneur de Saint-Germain-Beaupré.
Dans la nuit du 24 au 25 octobre 1605 le château accueille pour une nuit Henri IV, accompagné de 60 personnes.
En 1652, la Grande Mademoiselle, si célèbre pendant la Fronde, fille de Gaston d'Orléans, fut exilée à Saint-Germain-Beaupré par ordre royal du 21 octobre.
En 1768, Anne-Françoise Foucault de Saint-Germain-Beaupré cède le château à Anne-Nicolas Doublet marquis de Persan, maître des requêtes, qui le revend juste avant 1789 à Jean-Baptiste Martin-Ducouret, ancien avocat au Parlement, dont la famille conserve le conserve jusqu'en 1840.
En 1840, est vendu au comte de Villemote qui disperse en 1843-1843 une admirable collection de meubles et d'objets d'art.
En 1854, il est acheté par le comte Honorati qui fait tracer le parc anglais.
En 1860, il est acheté par M. Berthomier qui déblaye les douves et termine une restauration presque entière.
C'est de nos jours un château privé qui est classé Monument historique par arrêté du 9 mai 1946.
En 2016, il est mis en vente par ses propriétaires.

## Architecture

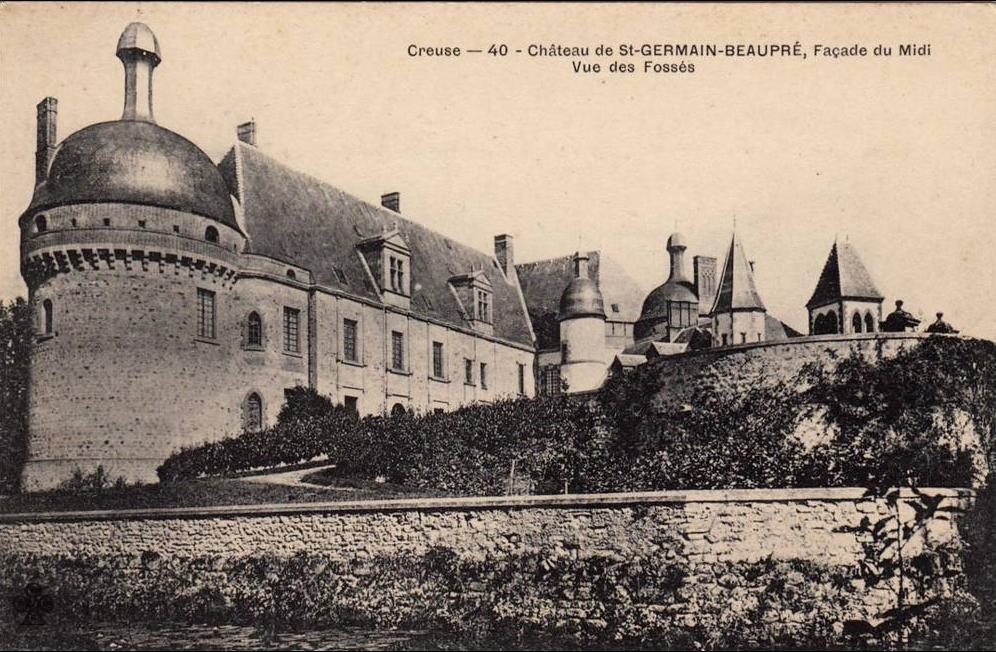
Carte postale du château vers 1900.

Le château de Saint-Germain-Beaupré est construit sur un plan pentagonal, avec un corps de logis d'un étage sur rez-de-chaussée et de grosses tours circulaires aux angles. Il ne reste que le pavillon d'entrée, le corps de logis, trois grosses tours et une petite. Les fortifications consistent en de larges douves entourant la plateforme du château et des mâchicoulis en briques sur corbeaux en granit.
Le portique en briques et pierre à l'entrée du château est dû à une restauration au XVIIe siècle.
L'escalier voûté intérieur qui date du XVIe siècle et a été inscrit monument historique le 7 août 1941.

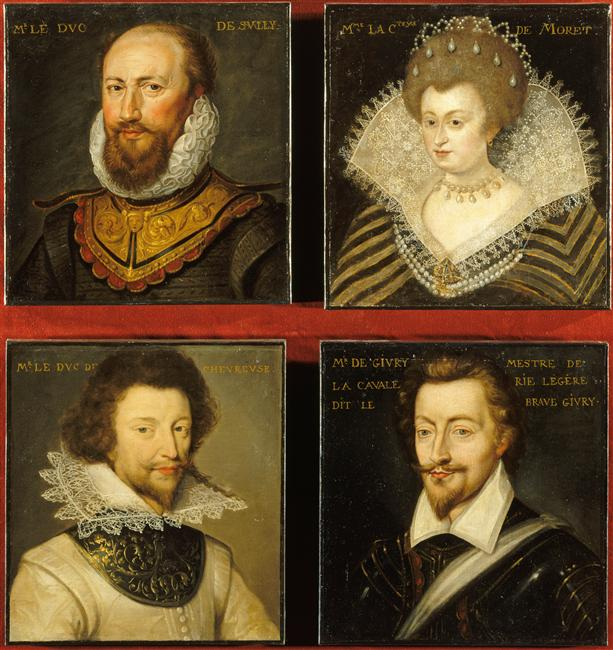
Quatre tableaux de la galerie de Saint-Germain-Beaupré : M. de Sully, Mme de Moret, M. de Chevreuse, M. de Givry